# Puchar Top Teams siatkarek (2006/2007)
Puchar Top Teams 2006/2007 – 7. sezon turnieju rozgrywanego od 2001 roku, organizowanego przez Europejską Konfederację Piłki Siatkowej (CEV) w ramach europejskich pucharów dla żeńskich klubowych zespołów siatkarskich "starego kontynentu".

## Drużyny uczestniczące
- VBC Esch
- AEL Limassol
- Minchanka Mińsk
- ŽOK Rijeka
- Slávia UK SLSP Bratysława
- Engelholm VK
- AO Markopoulo
- Teuta Durres
- Atlant Baranowicze
- Aluprof Bielsko-Biała
- Vanajan Hämeenlinna
- CS Știința Bacău
- Jelovica Tuzla
- Galičanka Tarnopol
- Spartak Subotica
- Schweriner SC
- Beşiktaş JK
- Vasas SC
- ŽOK Novo Mesto
- Panathinaikos Ateny
- Rote Raben Vilsbiburg
- VK Královo Pole Brno
- Grupo 2002 Murcia
- Clube Academico Trofa
- Newbridge VC
- Sant'Orsola Asystel Novara
- Plantinalonga Lichtenvoorde
- Anorthosis Famagusta
- Edinburgh Volleyball
- Hit Nova Gorica
- Kruh Czerkasy
- Volley 80 Petange
- Fortuna Odense
- Fabasoft Linz
- OMS Senica
- VFM Franches-Montagnes
- CSKA Moskwa
- Asterix Kieldrecht
- Rapid-Aibo Bukareszt
- Poštar 064 Belgrad
- CS Madeira
- USSP Albi

## Rozgrywki

### Runda kwalifikacyjna
| Data       | Drużyna 1       | Wynik | Drużyna 2    | Sety                |
| ---------- | --------------- | ----- | ------------ | ------------------- |
| 25.11.2006 | VBC Esch        | 0:3   | AEL Limassol | 22:25, 9:25, 16:25  |
| 26.11.2006 | VBC Esch        | 0:3   | AEL Limassol | 18:25, 18:25, 20:25 |
| 25.11.2006 | Minchanka Mińsk | 3:0   | ŽOK Rijeka   | 25:21, 25:13, 25:12 |
| 26.11.2006 | Minchanka Mińsk | 3:0   | ŽOK Rijeka   | 25:21, 25:15, 25:22 |

### Runda wstępna

#### Grupa A
Ängelholm
Tabela
| Lp. | Drużyna                   | Pkt | Mecze | Mecze | Mecze | Sety | Sety | Sety  | Małe punkty | Małe punkty | Małe punkty |
| Lp. | Drużyna                   | Pkt | M     | W     | P     | wyg. | prz. | ratio | zdob.       | str.        | ratio       |
| --- | ------------------------- | --- | ----- | ----- | ----- | ---- | ---- | ----- | ----------- | ----------- | ----------- |
| 1   | Slávia UK SLSP Bratysława | 6   | 3     | 3     | 0     | 9    | 1    | 9.000 | 245         | 188         | 1.303       |
| 2   | AO Markopoulo             | 5   | 3     | 2     | 1     | 7    | 3    | 2.333 | 237         | 198         | 1.197       |
| 3   | Engelholm VK              | 4   | 3     | 1     | 2     | 3    | 8    | 0.375 | 210         | 259         | 0.811       |
| 4   | Teuta Durres              | 3   | 3     | 0     | 3     | 2    | 9    | 0.222 | 208         | 255         | 0.816       |

Wyniki
| Data       | Drużyna 1                 | Wynik | Drużyna 2                 | Sety                              |
| ---------- | ------------------------- | ----- | ------------------------- | --------------------------------- |
| 15.12.2006 | Engelholm VK              | 3:2   | Teuta Durres              | 16:25, 25:23, 21:25, 25:20, 18:16 |
| 15.12.2006 | Ao Markopoulo             | 1:3   | Slávia UK SLSP Bratysława | 25:20, 19:25, 20:25, 23:25        |
|            |                           |       |                           |                                   |
| 16.12.2006 | Teuta Durres              | 0:3   | Ao Markopoulo             | 18:25, 10:25, 16:25               |
| 16.12.2006 | Slávia UK SLSP Bratysława | 3:0   | Engelholm VK              | 25:14, 25:13, 25:19               |
|            |                           |       |                           |                                   |
| 17.12.2006 | Teuta Durres              | 0:3   | Slávia UK SLSP Bratysława | 21:25, 16:25, 18:25               |
| 17.12.2006 | Engelholm VK              | 0:3   | Ao Markopoulo             | 22:25, 21:25, 16:25               |

#### Grupa B
Baranowicze
Tabela
| Lp. | Drużyna               | Pkt | Mecze | Mecze | Mecze | Sety | Sety | Sety  | Małe punkty | Małe punkty | Małe punkty |
| Lp. | Drużyna               | Pkt | M     | W     | P     | wyg. | prz. | ratio | zdob.       | str.        | ratio       |
| --- | --------------------- | --- | ----- | ----- | ----- | ---- | ---- | ----- | ----------- | ----------- | ----------- |
| 1   | Aluprof Bielsko-Biała | 6   | 3     | 3     | 0     | 9    | 3    | 3.000 | 290         | 228         | 1.272       |
| 2   | Atlant Baranowicze    | 5   | 3     | 2     | 1     | 7    | 4    | 1.750 | 253         | 219         | 1.155       |
| 3   | Vanajan Hämeenlinna   | 4   | 3     | 1     | 2     | 6    | 6    | 1.000 | 258         | 270         | 0.956       |
| 4   | AEL Limassol          | 3   | 3     | 0     | 3     | 0    | 9    | 0.000 | 141         | 255         | 0.553       |

Wyniki
| Data       | Drużyna 1             | Wynik | Drużyna 2             | Sety                             |
| ---------- | --------------------- | ----- | --------------------- | -------------------------------- |
| 15.12.2006 | Atlant Baranowicze    | 3:0   | AEL Limassol          | 25:16, 25:16, 25:11              |
| 15.12.2006 | Vanajan Hämeenlinna   | 2:3   | Aluprof Bielsko-Biała | 33:31, 23:25, 25:22, 15:25, 8:15 |
|            |                       |       |                       |                                  |
| 16.12.2006 | AEL Limassol          | 0:3   | Aluprof Bielsko-Biała | 16:25, 16:25, 13:25              |
| 16.12.2006 | Atlant Baranowicze    | 3:1   | Vanajan Hämeenlinna   | 25:17, 22:25, 27:25, 25:12       |
|            |                       |       |                       |                                  |
| 17.12.2006 | Vanajan Hämeenlinna   | 3:0   | AEL Limassol          | 25:19, 25:17, 25:17              |
| 17.12.2006 | Aluprof Bielsko-Biała | 3:1   | Atlant Baranowicze    | 25:18, 22:25, 25:19, 25:17       |

#### Grupa C
Bacău
Tabela
| Lp. | Drużyna            | Pkt | Mecze | Mecze | Mecze | Sety | Sety | Sety  | Małe punkty | Małe punkty | Małe punkty |
| Lp. | Drużyna            | Pkt | M     | W     | P     | wyg. | prz. | ratio | zdob.       | str.        | ratio       |
| --- | ------------------ | --- | ----- | ----- | ----- | ---- | ---- | ----- | ----------- | ----------- | ----------- |
| 1   | CS Știința Bacău   | 6   | 3     | 3     | 0     | 9    | 1    | 9.000 | 245         | 184         | 1.332       |
| 2   | Galičanka Tarnopol | 5   | 3     | 2     | 1     | 7    | 4    | 1.750 | 260         | 245         | 1.061       |
| 3   | Spartak Subotica   | 4   | 3     | 1     | 2     | 4    | 7    | 0.571 | 242         | 252         | 0.960       |
| 4   | Jelovica Tuzla     | 3   | 3     | 0     | 3     | 1    | 9    | 0.111 | 183         | 249         | 0.735       |

Wyniki
| Data       | Drużyna 1          | Wynik | Drużyna 2          | Sety                       |
| ---------- | ------------------ | ----- | ------------------ | -------------------------- |
| 15.12.2006 | CS Știința Bacău   | 3:0   | Jelovica Tuzla     | 25:16, 25:14, 25:11        |
| 15.12.2006 | Spartak Subotica   | 1:3   | Galičanka Tarnopol | 22:25, 25:21, 21:25, 21:25 |
|            |                    |       |                    |                            |
| 16.12.2006 | Galičanka Tarnopol | 1:3   | CS Știința Bacău   | 22:25, 23:25, 25:20, 17:25 |
| 16.12.2006 | Spartak Subotica   | 3:1   | Jelovica Tuzla     | 25:19, 22:25, 25:16, 25:21 |
|            |                    |       |                    |                            |
| 17.12.2006 | CS Știința Bacău   | 3:0   | Spartak Subotica   | 25:14, 25:21, 25:21        |
| 17.12.2006 | Jelovica Tuzla     | 0:3   | Galičanka Tarnopol | 22:25, 14:25, 25:27        |

#### Grupa D
Novo mesto
Tabela
| Lp. | Drużyna         | Pkt | Mecze | Mecze | Mecze | Sety | Sety | Sety  | Małe punkty | Małe punkty | Małe punkty |
| Lp. | Drużyna         | Pkt | M     | W     | P     | wyg. | prz. | ratio | zdob.       | str.        | ratio       |
| --- | --------------- | --- | ----- | ----- | ----- | ---- | ---- | ----- | ----------- | ----------- | ----------- |
| 1   | Schweriner SC   | 6   | 3     | 3     | 0     | 9    | 1    | 9.000 | 251         | 205         | 1.224       |
| 2   | ŽOK Novo Mesto  | 5   | 3     | 2     | 1     | 7    | 5    | 1.400 | 279         | 251         | 1.112       |
| 3   | Vasas Budapeszt | 4   | 3     | 1     | 2     | 3    | 6    | 0.500 | 185         | 189         | 0.979       |
| 4   | Beşiktaş JK     | 3   | 3     | 0     | 3     | 2    | 9    | 0.222 | 188         | 258         | 0.729       |

Wyniki
| Data       | Drużyna 1       | Wynik | Drużyna 2       | Sety                              |
| ---------- | --------------- | ----- | --------------- | --------------------------------- |
| 15.12.2006 | Beşiktaş JK     | 0:3   | Schweriner SC   | 14:25, 20:25, 21:25               |
| 15.12.2006 | ŽOK Novo Mesto  | 3:0   | Vasas Budapeszt | 25:19, 25:22, 25:15               |
|            |                 |       |                 |                                   |
| 16.12.2006 | Vasas Budapeszt | 3:0   | Beşiktaş JK     | 25:10, 25:14, 25:15               |
| 16.12.2006 | Schweriner SC   | 3:1   | ŽOK Novo Mesto  | 29:27, 25:23, 22:25, 25:21        |
|            |                 |       |                 |                                   |
| 17.12.2006 | Vasas Budapeszt | 0:3   | Schweriner SC   | 20:25, 17:25, 17:25               |
| 17.12.2006 | ŽOK Novo Mesto  | 3:2   | Beşiktaş JK     | 25:12, 19:25, 25:17, 22:25, 17:15 |

#### Grupa E
Brno
Tabela
| Lp. | Drużyna               | Pkt | Mecze | Mecze | Mecze | Sety | Sety | Sety  | Małe punkty | Małe punkty | Małe punkty |
| Lp. | Drużyna               | Pkt | M     | W     | P     | wyg. | prz. | ratio | zdob.       | str.        | ratio       |
| --- | --------------------- | --- | ----- | ----- | ----- | ---- | ---- | ----- | ----------- | ----------- | ----------- |
| 1   | Grupo 02 Murcia       | 6   | 3     | 3     | 0     | 9    | 0    | MAX   | 226         | 161         | 1.404       |
| 2   | Královo Pole Brno     | 4   | 3     | 1     | 2     | 5    | 6    | 0.833 | 225         | 251         | 0.896       |
| 3   | Rote Raben Vilsbiburg | 4   | 3     | 1     | 2     | 4    | 8    | 0.500 | 235         | 263         | 0.894       |
| 4   | Panathinaikos Ateny   | 4   | 3     | 1     | 2     | 3    | 7    | 0.429 | 215         | 226         | 0.951       |

Wyniki
| Data       | Drużyna 1             | Wynik | Drużyna 2             | Sety                              |
| ---------- | --------------------- | ----- | --------------------- | --------------------------------- |
| 15.12.2006 | Panathinaikos Ateny   | 0:3   | Královo Pole Brno     | 26:28, 22:25, 25:27               |
| 15.12.2006 | Rote Raben Vilsbiburg | 0:3   | Grupo 02 Murcia       | 20:25, 17:25, 24:26               |
|            |                       |       |                       |                                   |
| 16.12.2006 | Královo Pole Brno     | 2:3   | Rote Raben Vilsbiburg | 25:22, 21:25, 25:16, 12:25, 11:15 |
| 16.12.2006 | Grupo 02 Murcia       | 3:0   | Panathinaikos Ateny   | 25:14, 25:20, 25:15               |
|            |                       |       |                       |                                   |
| 17.12.2006 | Panathinaikos Ateny   | 3:1   | Rote Raben Vilsbiburg | 25:15, 18:25, 25:18, 25:13        |
| 17.12.2006 | Královo Pole Brno     | 0:3   | Grupo 02 Murcia       | 15:25, 20:25, 16:25               |

#### Grupa F
Trofa
Tabela
| Lp. | Drużyna                    | Pkt | Mecze | Mecze | Mecze | Sety | Sety | Sety  | Małe punkty | Małe punkty | Małe punkty |
| Lp. | Drużyna                    | Pkt | M     | W     | P     | wyg. | prz. | ratio | zdob.       | str.        | ratio       |
| --- | -------------------------- | --- | ----- | ----- | ----- | ---- | ---- | ----- | ----------- | ----------- | ----------- |
| 1   | Clube Academico Trofa      | 6   | 3     | 3     | 0     | 9    | 1    | 9.000 | 244         | 168         | 1.452       |
| 2   | Sant'Orsola Asystel Novara | 5   | 3     | 2     | 1     | 7    | 3    | 2.333 | 227         | 161         | 1.410       |
| 3   | Minchanka Mińsk            | 4   | 3     | 1     | 2     | 3    | 6    | 0.500 | 185         | 188         | 0.984       |
| 4   | Newbridge VC               | 3   | 3     | 0     | 3     | 0    | 9    | 0.000 | 82          | 225         | 0.364       |

Wyniki
| Data       | Drużyna 1                  | Wynik | Drużyna 2                  | Sety                       |
| ---------- | -------------------------- | ----- | -------------------------- | -------------------------- |
| 15.12.2006 | Sant'Orsola Asystel Novara | 3:0   | Minchanka Mińsk            | 25:17, 25:14, 25:15        |
| 15.12.2006 | Newbridge VC               | 0:3   | Clube Academico Trofa      | 6:25, 11:25, 10:25         |
|            |                            |       |                            |                            |
| 16.12.2006 | Minchanka Mińsk            | 3:0   | Newbridge VC               | 25:12, 25:13, 25:13        |
| 16.12.2006 | Clube Academico Trofa      | 3:1   | Sant'Orsola Asystel Novara | 23:25, 25:18, 25:14, 25:20 |
|            |                            |       |                            |                            |
| 17.12.2006 | Sant'Orsola Asystel Novara | 3:0   | Newbridge VC               | 25:3, 25:9, 25:5           |
| 17.12.2006 | Clube Academico Trofa      | 3:0   | Minchanka Mińsk            | 25:20, 25:23, 25:21        |

#### Grupa G
Nova Gorica
Tabela
| Lp. | Drużyna                     | Pkt | Mecze | Mecze | Mecze | Sety | Sety | Sety  | Małe punkty | Małe punkty | Małe punkty |
| Lp. | Drużyna                     | Pkt | M     | W     | P     | wyg. | prz. | ratio | zdob.       | str.        | ratio       |
| --- | --------------------------- | --- | ----- | ----- | ----- | ---- | ---- | ----- | ----------- | ----------- | ----------- |
| 1   | Plantinalonga Lichtenvoorde | 6   | 3     | 3     | 0     | 9    | 1    | 9.000 | 243         | 150         | 1.620       |
| 2   | Hit Nova Gorica             | 5   | 3     | 2     | 1     | 7    | 3    | 2.333 | 237         | 182         | 1.302       |
| 3   | Anorthosis Famagosta        | 4   | 3     | 1     | 2     | 3    | 6    | 0.500 | 154         | 199         | 0.774       |
| 4   | Edinburgh Volleyball        | 3   | 3     | 0     | 3     | 0    | 9    | 0.000 | 122         | 225         | 0.542       |

Wyniki
| Data       | Drużyna 1                   | Wynik | Drużyna 2                   | Sety                       |
| ---------- | --------------------------- | ----- | --------------------------- | -------------------------- |
| 15.12.2006 | Plantinalonga Lichtenvoorde | 3:0   | Edinburgh Volleyball        | 25:4, 25:11, 25:13         |
| 15.12.2006 | Anorthosis Famagusta        | 0:3   | Hit Nova Gorica             | 22:25, 10:25, 12:25        |
|            |                             |       |                             |                            |
| 16.12.2006 | Edinburgh Volleyball        | 0:3   | Anorthosis Famagusta        | 20:25, 16:25, 13:25        |
| 16.12.2006 | Hit Nova Gorica             | 1:3   | Plantinalonga Lichtenvoorde | 23:25, 25:17, 24:26, 15:25 |
|            |                             |       |                             |                            |
| 17.12.2006 | Plantinalonga Lichtenvoorde | 3:0   | Anorthosis Famagusta        | 25:18, 25:4, 25:13         |
| 17.12.2006 | Hit Nova Gorica             | 3:0   | Edinburgh Volleyball        | 25:16, 25:18, 25:11        |

#### Grupa H
Czerkasy
Tabela
| Lp. | Drużyna           | Pkt | Mecze | Mecze | Mecze | Sety | Sety | Sety  | Małe punkty | Małe punkty | Małe punkty |
| Lp. | Drużyna           | Pkt | M     | W     | P     | wyg. | prz. | ratio | zdob.       | str.        | ratio       |
| --- | ----------------- | --- | ----- | ----- | ----- | ---- | ---- | ----- | ----------- | ----------- | ----------- |
| 1   | Kruh Czerkasy     | 6   | 3     | 3     | 0     | 9    | 0    | MAX   | 226         | 117         | 1.932       |
| 2   | Fabasoft Linz     | 5   | 3     | 2     | 1     | 6    | 3    | 2.000 | 180         | 166         | 1.084       |
| 3   | Fortuna Odense    | 4   | 3     | 1     | 2     | 3    | 7    | 0.429 | 196         | 230         | 0.852       |
| 4   | Volley 80 Petange | 3   | 3     | 0     | 3     | 1    | 9    | 0.111 | 158         | 247         | 0.640       |

Wyniki
| Data       | Drużyna 1         | Wynik | Drużyna 2         | Sety                       |
| ---------- | ----------------- | ----- | ----------------- | -------------------------- |
| 15.12.2006 | Volley 80 Petange | 0:3   | Fabasoft Linz     | 11:25, 15:25, 15:25        |
| 15.12.2006 | Fortuna Odense    | 0:3   | Kruh Czerkasy     | 12:25, 13:25, 24:26        |
|            |                   |       |                   |                            |
| 16.12.2006 | Fabasoft Linz     | 3:0   | Fortuna Odense    | 25:17, 25:15, 25:18        |
| 16.12.2006 | Kruh Czerkasy     | 3:0   | Volley 80 Petange | 25:16, 25:10, 25:12        |
|            |                   |       |                   |                            |
| 17.12.2006 | Volley 80 Petange | 1:3   | Fortuna Odense    | 18:25, 25:22, 19:25, 17:25 |
| 17.12.2006 | Kruh Czerkasy     | 3:0   | Fabasoft Linz     | 25:8, 25:14, 25:8          |

### 1/8 finału
| Data       | Drużyna 1             | Wynik | Drużyna 2                   | Sety                                      |
| ---------- | --------------------- | ----- | --------------------------- | ----------------------------------------- |
| 10.01.2007 | OMS Senica            | 0:3   | Grupo 2002 Murcia           | 15:25, 18:25, 15:25                       |
| 17.01.2007 | OMS Senica            | 0:3   | Grupo 2002 Murcia           | 17:25, 15:25, 14:25                       |
| 09.01.2007 | Kruh Czerkasy         | 3:0   | VFM Franches-Montagnes      | 25:16, 25:16, 25:12                       |
| 17.01.2007 | Kruh Czerkasy         | 3:0   | VFM Franches-Montagnes      | 25:16, 25:21, 26:24                       |
| 09.01.2007 | Aluprof Bielsko-Biała | 2:3   | CSKA Moskwa                 | 25:14, 23:25, 25:20, 18:25, 13:15         |
| 18.01.2007 | Aluprof Bielsko-Biała | 3:1   | CSKA Moskwa                 | 25:22, 21:25, 25:20, 25:19, (19:25)       |
| 10.01.2007 | Asterix Kieldrecht    | 3:0   | Slávia UK SLSP Bratysława   | 25:23, 25:18, 25:20                       |
| 17.01.2007 | Asterix Kieldrecht    | 0:3   | Slávia UK SLSP Bratysława   | 21:25, 21:25, 22:25, (31:33)              |
| 10.01.2007 | Schweriner SC         | 3:0   | Rapid-Aibo Bukareszt        | 25:18, 25:17, 25:11                       |
| 17.01.2007 | Schweriner SC         | 3:0   | Rapid-Aibo Bukareszt        | 25:15, 25:13, 25:10                       |
| 10.01.2007 | Poštar 064 Belgrad    | 3:1   | Clube Academico Trofa       | 25:22, 25:19, 23:25, 25:22                |
| 17.01.2007 | Poštar 064 Belgrad    | 3:2   | Clube Academico Trofa       | 23:25, 25:13, 25:19, 23:25, 15:12         |
| 11.01.2007 | CS Madeira            | 1:3   | Plantinalonga Lichtenvoorde | 25:22, 18:25, 22:25, 20:25                |
| 18.01.2007 | CS Madeira            | 0:3   | Plantinalonga Lichtenvoorde | 13:25, 17:25, 17:25                       |
| 10.01.2007 | CS Știința Bacău      | 3:1   | USSP Albi                   | 25:20, 25:27, 25:19, 25:23                |
| 17.01.2007 | CS Știința Bacău      | 2:3   | USSP Albi                   | 25:13, 25:23, 24:26, 23:25, 8:15, (23:25) |

### Ćwierćfinał
| Data       | Drużyna 1                   | Wynik | Drużyna 2     | Sety                               |
| ---------- | --------------------------- | ----- | ------------- | ---------------------------------- |
| 31.01.2007 | Grupo 2002 Murcia           | 3:0   | Kruh Czerkasy | 25:12, 25:15, 25:18                |
| 06.02.2007 | Grupo 2002 Murcia           | 3:0   | Kruh Czerkasy | 25:18, 25:22, 25:22                |
| 31.01.2007 | Asterix Kieldrecht          | 0:3   | CSKA Moskwa   | 21:25, 19:25, 15:25                |
| 08.02.2007 | Asterix Kieldrecht          | 1:3   | CSKA Moskwa   | 25:15 16:25, 21:25, 17:25          |
| 31.01.2007 | Postar 064 Beograd          | 3:2   | Schweriner SC | 25:16 23:25, 19:25, 25:22 20:18    |
| 07.02.2007 | Postar 064 Beograd          | 1:3   | Schweriner SC | 25:18 21:25, 21:25, 25:27, (16:25) |
| 01.02.2007 | Plantinalonga Lichtenvoorde | 3:0   | USSP Albi     | 25:18, 25:15, 25:19                |
| 07.02.2007 | Plantinalonga Lichtenvoorde | 3:2   | USSP Albi     | 20:25, 25:21 26:24 18:25, 15:12    |

### Turniej finałowy
Münster

#### Półfinał
| Data       | Drużyna 1         | Wynik | Drużyna 2                   | Sety                       |
| ---------- | ----------------- | ----- | --------------------------- | -------------------------- |
| 10.03.2007 | Grupo 2002 Murcia | 3:0   | Plantinalonga Lichtenvoorde | 25:5, 25:15, 25:18         |
| 10.03.2007 | CSKA Moskwa       | 3:1   | Schweriner SC               | 25:23, 22:25, 25:13, 25:10 |

#### Mecz o 3. miejsce
| Data       | Drużyna 1     | Wynik | Drużyna 2                   | Sety                |
| ---------- | ------------- | ----- | --------------------------- | ------------------- |
| 11.03.2007 | Schweriner SC | 3:0   | Plantinalonga Lichtenvoorde | 25:20, 25:21, 25:18 |

#### Finał
| Data       | Drużyna 1         | Wynik | Drużyna 2   | Sety                |
| ---------- | ----------------- | ----- | ----------- | ------------------- |
| 11.03.2007 | Grupo 2002 Murcia | 3:0   | CSKA Moskwa | 25:20, 25:16, 25:22 |

## Klasyfikacja końcowa
| Miejsce | Drużyna                     |
| ------- | --------------------------- |
| złoto   | Grupo 2002 Murcia           |
| srebro  | CSKA Moskwa                 |
| brąz    | Schweriner SC               |
| 4.      | Plantinalonga Lichtenvoorde |